# 도모다치 작전
도모다치 작전(영어: Operation Tomodachi, 일본어: トモダチ作戦 도모다치사쿠센[*])은 2011년 도호쿠 지방 태평양 해역 지진으로 발생한 일본의 재해 피해 복구 작업을 돕기 위해 실행된 미국 공군의 구호 활동 작전을 말한다.

## 작전 사령부
이 작전에서 주요 주일 미군 기지의 대부분이 구조 활동에 활용되었다.
- 도쿄 요코타 공군 기지에는 작전 사령부이 위치하여 재해 지역에서 항공 핵심 거점 역할을 했다. 센다이 공항은 지진 해일 유입으로 사용할 수 없게 되었기 때문에,이 도쿄 서부의 기존 시설을 활용했다. 센다이 공항 군용기가 아닌 이착륙은 불가능하고, 활동의 중계지로서 활용되고 "Camp Sendai"의 통칭으로 불리게 되었다.
- 오키나와의 카데나 공군 기지 공군 기지가 되었다.
- 오키나와 해병대 후텐마 기지.
- 아오모리현의 미사와 공군 기지는 혼슈에서 일본 자위대와 공동 활동 거점이 되었다.
- 가나가와현 아츠기 해군 비행장.
- 가나가와현의 캠프 자마, 재일 미군의 보건 물리 및 화학 생물 핵 방사능 프로그램이 포함되었다.

## 같이 보기
- 미국 해병대
  - 화생방 폭파물 테러 신속대응군(en:Chemical Biological Incident Response Force, CBIRF)